# Ernesto (film, 1979)
Pour plus de détails, voir Fiche technique et Distribution.
Ernesto est un film italo-germano-espagnol réalisé par Salvatore Samperi, adapté du roman d'Umberto Saba, sorti sur les écrans en 1979.

## Synopsis
« D'après le roman d'Umberto Saba (1954), le réalisateur conte en images parlantes l'histoire, à la fin du XIXe siècle, d'un jeune italien à problèmes, Ernesto (Martin Halm) qui veut devenir violoniste de concert. D'un modeste milieu juif, il a grandi d'un père et d'une mère concubins. Son oncle ayant perçu la différence d'Ernesto, il lui paie une prostituée, mais ce sera l'échec. D'autre part, ayant essayé de conquérir sans grande envie une petite élève de son cours, le jeune homme est amoureux fou d'un jeune ouvrier – Michele Placido – qui se refuse d'abord. Et c'est au moment où, enfin consentant, le ragazzo lui cède, qu'Ernesto, si l'on peut dire, « redresse » le gouvernail. En fait, Ernesto craint un destin conditionné par ses goûts, une vie vouée au mensonge. Il faut ajouter qu'Ernesto s'est rendu compte, lors d'une expérience peu réussie avec un garçon coiffeur, que dans la relation homosexuelle il y a du bon et du mauvais. Dans le cadre de ses cours de violon, il rencontre un jeune homme de 15 ans (Ilio) qui lui présente sa sœur jumelle Rachel (Lara Wendel), qu'Ernesto épousera finalement. Salvatore Samperi observe tout cela avec acidité, drôlerie, évitant la caricature délibérée, et une certaine chaleur humaine. La fin du roman (inachevé) était optimiste. Le film l'est moins. »

— (en) « Culture et questions qui font débat »

## Distribution
- Virna Lisi : la mère d'Ernesto
- Concha Velasco : la tante Regina
- Michele Placido : le palefrenier
- Turi Ferro : Carlo Wilder
- Martin Halm : Ernesto
- Lara Wendel : Ilio / Rachele
- Enrique San Francisco
- Enrique Vivó
- Francisco Marsó : l'oncle Giovanni
- Renato Salvatori : Cesco

## Distinctions
Le film fut primé à la 29e édition du festival du film de Berlin, où Michele Placido reçut l'Ours d'argent du meilleur acteur.